# Bezirksrabbinat Stuttgart
Das Bezirksrabbinat Stuttgart entstand 1832 in Stuttgart und war eines von 13 Bezirksrabbinaten in Württemberg, die auch als Bezirkssynagogen bezeichnet wurden. 
Durch einen Erlass des Ministeriums des Innern vom 3. August 1832 wurden nach der Zusammenlegung oder Auflösung verschiedener jüdischer Gemeinden die nun insgesamt 41 Synagogengemeinden in 13 Bezirksrabbinate eingeteilt. Die Bezirksrabbinate waren der ebenfalls 1832 geschaffenen Oberkirchenbehörde unterstellt.

## Aufgaben
Die Aufgaben umfassten den Vollzug der landesherrlichen Verordnungen, die Verkündigung und den Vollzug der Verordnungen der Oberkirchenbehörde, Beratungen über Schulangelegenheiten, die Verwaltung von Stiftungen und die Verteilung von Almosen. Zur Finanzierung der Bezirksrabbinate wurden Umlagen von den einzelnen jüdischen Gemeinden bezahlt.

## Gemeinden des Rabbinatsbezirks
- Jüdische Gemeinde Cannstatt (1871 gegründet)
- Jüdische Gemeinde Esslingen
- Jüdische Gemeinde Ludwigsburg
- Jüdische Gemeinde Stuttgart

## Bezirksrabbiner
- 1832/34 bis 1873 Joseph von Maier
- 1873 bis 1882 Moses Wassermann
- 1886 bis 1893 David Stössel (Rabbinatsvikar)
- 1894 bis 1919 David Stössel
- 1920 bis 1922 Arthur Rosenzweig
- 1924 bis 1928 Julius Cohn